# Brunet wieczorową porą
Brunet wieczorową porą – polski film fabularny (komedia kryminalna) w reżyserii Stanisława Barei z 1976 roku, na podstawie scenariusza napisanego ze Stanisławem Tymem.

## Fabuła
Komedia satyryczna, której główną postacią jest Michał Roman, uwikłany w ciąg nieporozumień i absurdalnych sytuacji. Niezwykłe przepowiednie wpuszczonej do domu Cyganki, których początkowo nie bierze na poważnie, następnego dnia zdają się kolejno spełniać. Najgroźniej z nich brzmi ta, że ma zabić bruneta, który odwiedzi go wieczorową porą. Aby zapobiec nieszczęściu, Michał opuszcza dom, do którego wraca jednak przed wieczorem, uznawszy że padł ofiarą oszustwa, celującego w okradzenie opuszczonego domu. Wówczas właśnie odwiedza go tytułowy brunet, a zbieg okoliczności powoduje, że gdy Michał znajduje jego ciało w przedpokoju, jest przekonany, że stał się nieumyślnym zabójcą wieczornego gościa. O zdarzeniach, które poprzedziły śmierć bruneta, informuje przyjaciela, który przekonuje go, że mordercą jest któryś z sąsiadów. Michałowi udaje się wykryć i pochwycić rzeczywistego sprawcę w lokalu nocnym, po groteskowym pościgu ulicami nocnej Warszawy.

## Obsada
- Krzysztof Kowalewski – Michał Roman
- Wojciech Pokora – Kowalski, sąsiad Michała Romana
- Janina Traczykówna – Lucyna Barańczak, sąsiadka Michała Romana
- Wiesław Gołas – Kazik Malinowski, przyjaciel Michała Romana
- Bohdan Łazuka – przypadkowo odbierający telefon
- Ryszard Pietruski – Dzidek Krępak z Ciechocinka
- Bożena Dykiel – Anna Roman, żona Michała
- Jan Kobuszewski – kierowca MPO przewożący śnieg
- Józef Nalberczak – kierowca
- Janusz Bylczyński – kierownik sklepu mięsnego
- Jerzy Cnota – mężczyzna w restauracji
- Maria Chwalibóg – sąsiadka Michała Romana
- Zofia Czerwińska – Jola, do której przez pomyłkę zadzwonił Michał Roman
- Andrzej Fedorowicz – pan Jurek, właściciel warsztatu samochodowego
- Stanisław Gawlik – Barańczak, sąsiad Michała Romana
- Zofia Grabińska – Stasiakowa, woźna w muzeum
- Jan Himilsbach – pan Jasio
- Andrzej Chrzanowski – fachowiec z telewizji
- Anna Jaraczówna – sąsiadka Michała Romana
- Juliusz Kalinowski – dziadek
- Jerzy Karaszkiewicz – Stasiek, pijaczek w warsztacie samochodowym
- Mirosława Krajewska – Irena Kowalczyk, siostra Anny Roman
- Emilia Krakowska – nauczycielka w muzeum
- Krystyna Loska – spikerka telewizyjna
- Jolanta Lothe – kasjerka w kinie
- Edward Lach – pijak w autobusie, Wacek
- Marian Łącz – bileter w kinie
- Bogdan Łysakowski – sąsiad Michała Romana
- Krzysztof Majchrzak – widz w kinie
- Zdzisław Maklakiewicz – kustosz muzeum
- Borys Marynowski – milicjant w autobusie
- Marek Nowakowski – „czerwony kapelusz”
- Jerzy Moes – porucznik aresztujący Kowalskiego
- Józef Osławski – taksówkarz
- Tadeusz Pluciński – kierownik restauracji
- Ewa Pokas – dziewczyna w kinie
- Eugeniusz Priwieziencew – mleczarz
- Bogusław Stokowski – pijaczek Zdzisiek
- Jan Suzin – spiker telewizyjny
- Andrzej Szenajch – sąsiad Michała Romana
- Wojciech Zagórski – pracownik centrali telefonicznej, opowiadający o operacji
- Zdzisław Szymborski – kelner Stefan
- Krzysztof Świętochowski – pracownik sklepu przeprowadzający remanent
- Jan Tatarski – praktykant na nauce Jasiu
- Hanna Balińska – półnaga ekspedientka w sklepie spożywczym
- Jan Bareja – chłopak mówiący wierszyk

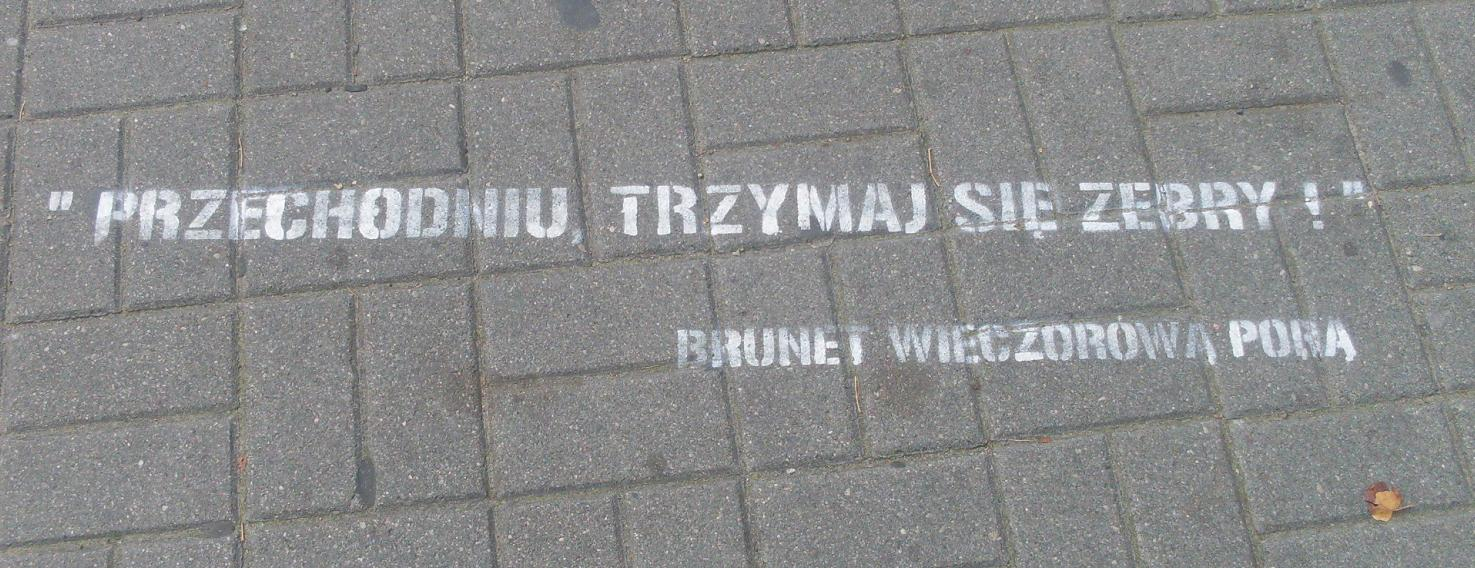
Kwestia z filmu okazana podczas promocji 33. Festiwalu Polskich Filmów Fabularnych w Gdyni 2008

Źródło

## Produkcja
Tytuł filmu nawiązuje do słów o „spotkaniu z brunetem wieczorową porą” wypowiadanych przez wróżącą Cygankę w powieści Tadeusza Dołęgi-Mostowicza Drugie życie doktora Murka (1936).
Konspekt filmu przygotowany został przez Stanisława Bareję, natomiast scenopis powstawał we współpracy ze Stanisławem Tymem, który był autorem większości dialogów i skeczowych scen. Scenopis razem opracowywali w Goławicach, w domu Barei. W trakcie tej pracy między autorami scenariusza doszło do konfliktu. Według Tyma końcowa wersja była niedopracowana, przez co zastąpił on swoje nazwisko pseudonimem Andrzej Kill. Brunet wieczorową porą jest satyrą wobec rzeczywistości PRL, ukazującą ówczesną partaninę i ordynarność. Intencją reżysera było, podobnie jak we wcześniejszych komediach (Poszukiwany, poszukiwana, Nie ma róży bez ognia) przeciwstawienie życiowo niespełnionego inteligenta otaczającym go cwaniakom.
Do epizodycznych skeczowych scenek, które przeplatają się z główną fabułą filmu, wykorzystano talenty takich aktorów, jak Bohdan Łazuka, Zdzisław Maklakiewicz, Jan Himilsbach, Jan Kobuszewski i Józef Nalberczak. Podobnie jak w innych filmach Barei występowały osoby, które odgrywały samych siebie – prezenterzy telewizyjni Jan Suzin i Krystyna Loska, a role kilku funkcjonariuszy Milicji Obywatelskiej zagrali milicjanci.
Motywem muzycznym filmu jest przewijająca się w wielu sekwencjach piosenka Cygańska jesień w wykonaniu Anny Jantar, do której muzykę skomponował Waldemar Kazanecki. Autorami tekstu piosenki byli Janusz Kondratowicz i Jonasz Kofta.

## Odbiór
Barei zarzucano między innymi, że w filmie propaguje pijaństwo (wątek spożywania alkoholu w fabule jest silnie wyeksponowany). Krytycy filmu byli jednak przychylniejsi reżyserowi w porównaniu z atakami na jego wcześniejsze produkcje. Stanisław Wyszomirski w „Expressie Wieczornym” określił Bareję mianem „najbardziej kontrowersyjnego reżysera w Polsce”. Część krytyków dostrzegała jego intencje ukazania bylejakości i absurdów. W ciągu roku od premiery film obejrzało 970 655 widzów.